# Nemapogon variatella
Nemapogon variatella là một loài bướm đêm thuộc họ Tineidae. Nó được tìm thấy ở almost khắp châu Âu. Nó cũng được tìm thấy ở Bắc Mỹ.
Sải cánh dài khoảng 12 mm.
Ấu trungd ăn nấm trên cây gỗ chết. Người ta ghi nhận sự hiện diện của chúng trên các loài thực vật Coriolus versicolor, Laetiporus sulphureus và Polyporus squamosus.

## Đồng âm
- Nemapogon apicisignatella (Dietz, 1905)
- Nemapogon fulvisuffusella (Dietz, 1905)
- Nemapogon personella (Pierce & Metcalfe, 1934)
- Nemapogon variatellus (lapsus)
- Tinea infimella Corbet, 1943 (non Herrich-Schäffer[cần kiểm chứng], 1851: preoccupied)
- Tinea personella Pierce & Metcalfe, 1934
- Tinea secalella Zacher, 1938
- Tinea variatella Clemens, 1859

## Hình ảnh

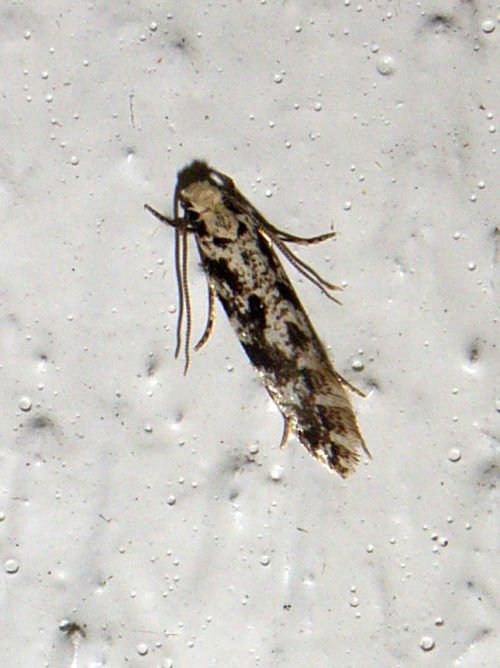